# Charles Eugster
Charles Marin Eugster (Londra, 26 luglio 1919 – Londra, 27 aprile 2017) è stato un velocista britannico, più volte campione mondiale nella categoria master di atletica leggera.
Nel 2014 ha stabilito il record mondiale over 95 nei 200 metri indoor e nei 400 metri outdoor..
Appassionato di varie discipline, nel corso della sua vita ha vinto numerosi riconoscimenti anche nel culturismo e nel canottaggio.

## Biografia
Nativo di Londra, praticò la professione di dentista sino agli anni settanta prima di spostarsi a Uitikon, in Svizzera.
L'avvicinamento al mondo dello sport avvenne all'età di 87 anni, quando decise di cambiare le proprie abitudini ed adottare uno stile di vita sano. Affascinato dal mondo dell'atletica leggera, iniziò quindi a correre alla fine degli anni duemila.
Ancora in attività al momento della sua scomparsa, è morto per problemi cardiaci il 27 aprile 2017 all'età di 97 anni.